# Siatista
Siatista (græsk: Σιάτιστα) er en by og en tidligere kommune i den regionale enhed Kozani, i periferien Vestmakedonien, Grækenland. Siden kommunalreformen i 2011 er den en del af kommunen Voio, hvor den er sæde og en kommunal enhed. Den ligger 28 km sydvest for Kozani. Den kommunale enhed har et areal på 158,524 km2, byen 94,426 km2. Den græske folketælling i 2011 registrerede 5.490 indbyggere i byen og 6.247 i den kommunale enhed. Den er bygget på skråningen af Velia-bjerget i en (gennemsnitlig) højde på 930 moh.

## Administrativ inddeling
Siatista består af følgende landsbyer (befolkningstal fra 2011): 
- Siatista, befolkning 5.490
- Mikrokastro, indbyggertal 446
- Palaiokastro, befolkning 311

Palaiokastro omfatter to bygder: Palaiokastro og Dafnero.

## Historie
Byens fornavn var Kalyvia. Dette navn er nævnt i Zavordas-klosterets arkiver.
I 1745 omtales byen i et formelt dokument af Joseph, ærkebiskop af Ohrid. De kommercielle bånd mellem Siatista og Centraleuropa i løbet af det 17. og 18. århundrede var meget succesrige, og gjorde det muligt for indbyggerne at bygge mange palæer og kirker med vidunderlige fresker og ikoner.
Siatista ligger i unikke omgivelser, hvor dets bjerge og vildmark giver en stærk følelse af ensomhed. Som et resultat måtte mange Siatistanere blive købmænd for at importere (eller eksportere) nødvendige varer. Mange af dem fandt vej til udlandet permanent eller midlertidigt, hvor de udmærkede sig som dygtige og pålidelige købmænd. Mange af dem, der blev velhavende, vendte aldrig tilbage, men de, der valgte at vende tilbage, byggede store og elegante palæer med tykke mure, imponerende døre, alt overdådigt udsmykket med smukke farvede glas og livlige farver i folkemalerierne på deres vægge. Alt dette legemliggør deres høje levestandard, et ret sjældent fænomen for en så isoleret by. Mange af disse palæer er stadig i god stand i dag i den gamle by.